# Cumberland Gap
Cumberland Gap (488 m.o.h.) er et pas gennem Cumberlandbjergene i Appalacherne. Det ligger, hvor de amerikanske stater Tennessee, Kentucky og Virginia mødes. Det er kendt i amerikansk historie som den eneste passage gennem de nedre Appalacher og for sin vigtige rolle som en del af Wilderness Road og er i dag en del af Cumberland Gap National Historical Park. Cumberland Gap blev opdaget i 1750 af dr. Thomas Walker, en læge og opdagelsesrejsende fra Virginia. Efter at have været blevet anvendt af indianerne i mange år blev stien udvidet af en gruppe skovhuggere under ledelse af Daniel Boone, hvorved den blev anvendelig for pionerer, som brugte den for at komme ind i de vestlige grænseegne i Kentucky og Tennessee.

## Placering
Cumberland Gap ligger lige nord for stedet, hvor de nuværende stater Kentucky, Tennessee og Virginia mødes. Den nærliggende by Cumberland Gap, Tennessee er opkaldt efter passet.

## Historie
Passet blev opkaldt efter William, hertug af Cumberland, som fik mange steder opkaldt efter sig i de amerikanske kolonier efter slaget ved Culloden. Den opdagelsesrejsende Thomas Walker navngav Cumberlandfloden i 1750, og navnet spredtes til mange steder i området f.eks. Cumberland Gap. I 1769 byggede Joseph Martin et fort ved vore dages Rose Hill, Virginia, baseret på dr. Walkers ejerskabskrav, men Martin og hans mænd blev fordrevet fra området af indianere, og Martin vendte først tilbage i 1775.
I 1775 ankom Daniel Boone, som var ansat af Transylvania Company, til området som leder af en gruppe mænd, som skulle udvide stien gennem passet, så det blev nemmere at bosætte sig i Kentucky og Tennessee. Ved ankomsten konstaterede Boone, at Martin var kommet først til Powell Valley, hvor Martin og hans mænd ryddede jord til deres egen bosættelse – den dengang vestligste bebyggelse i de daværende engelske kolonier. I 1790'erne blev den sti, som Boone og hans mænd havde bygget, udvidet, så den kunne passeres af vogne.
Det vurderes, at fra 200-300.000 immigranter passerede gennem passet på vej ind i Kentucky og Ohiodalen inden 1810. I dag passerer 18.000 biler daglig igennem passet, og 1,2 mio. personer besøger årligt parken på stedet.
U.S. Route 25E passerede gennem passet indtil færdiggørelsen af Cumberland Gap Tunnel i 1996. Herpå blev den oprindelige sti genskabt.

### Historisk område
Passet og det omkringliggende område blev fredet den 28. maj 1980.

## Geologi
Det 19 km lange Cumberland Gap består af fire geologiske dele: Yellow Creek dalen, det naturlige pas gennem Cumberland bjerkæden, det eroderede pas i Pine Mountain og Middlesborokrateret.
Middlesborokrateret er et 5 km bredt meteorkrater hvori Middlesboro, Kentucky ligger. Krateret blev opdaget i 1966, da Robert Dietz fandt shatter cones i sandsten, hvilket førte til opdagelse af chok-kvarts. Shatter cones optræder kun i forbindelse med meteornedslag og findes i stort tal i området. I september 2003 blev området udnævnt til Distinguished Geologic Site af Kentucky Society of Professional Geologists.
Uden Middlesborokrateret ville det have været svært for pakheste at komme igennem dette pas, og usandsynligt at egentlige veje kunne være blevet anlagt så tidligt. Middlesboro er det eneste sted på jorden, hvor kul udvindes i et nedslagskrater. Der må bruges særlige metoder ved minedriften i de komplicerede lag i dette krater. (Milam & Kuehn, 36).n
Passet blev dannet af et gammelt vandløb, som løb sydpå, og som skar gennem landet. Da landet steg, skiftede vandløbet retning og fik udmunding i Cumberlandfloden mod nord.

## Cumberland Gap i musikken
Cumberland Gap har givet navn til en gammel amerikansk folk song, gjort kendt af Woody Guthrie gennem en pladeindspilning fra 1940'erne samt en skiffle-version, indspillet af Lonnie Donegan i 1957.

## Eksterne kilder
- Rickie Longfellow, Back in Time: The Cumberland Gap, United States Department of Transportation, Federal Highway Administration